# Storie di san Giuliano e san Nicola
Le Storie di san Giuliano e san Nicola di Masaccio è un pannello, tempera su tavola (62x22 cm), proveniente dallo smembrato polittico di Pisa ed oggi conservato nei Musei statali di Berlino. Risale al 1426.

## Storia
Destinato alla chiesa del Carmine per la cappella del notaio ser Giuliano di Colino degli Scarsi da San Giusto, il polittico di Pisa è l'opera meglio documentata di Masaccio, grazie a un committente particolarmente preciso, che annotò tutti i pagamenti e i solleciti fatti al pittore.
Il 19 febbraio 1426 l'artista era a Pisa a siglare il contratto e, dopo vari solleciti e richieste a impegnarsi in esclusiva all'opera, il 26 dicembre Masaccio riceveva il saldo per l'opera.
Entro il 1568 Giorgio Vasari lo vide e lo descrisse nella seconda edizione delle Vite. Nel corso del XVII o XVIII secolo venne rimosso dall'altare, sembrato e disperso.
I tre pannelli della predella si trovano tutti a Berlino, anche se vennero acquisiti in date diverse. I due pannelli dell'Adorazione dei Magi e dei Martiri di Pietro e Giovanni Battista si trovavano nella collezione Capponi a Firenze quando vennero ceduti, nel 1880, al museo berlinese. Già registrati come opera del Pesellino, all'arrivo in Germania erano già stati correttamente attribuiti a Masaccio e al polittico pisano.
Le Storie di san Giuliano e san Nicola entrarono invece in collezione nel 1908, con attribuzione più incerta: tutti i più autorevoli critici, da von Hadeln a Venturi a Berenson e Longhi ne assegnarono l'esecuzione ad aiuti di Masaccio, in particolare ad Andrea di Giusto o allo Scheggia, a causa di alcune debolezze esecutive. Solo Berti sostenne la paternità di Masaccio per almeno la gran parte dei due interni, tra cui la maggior parte dei volti.

## Descrizione e stile
L'opera, faceva parte della predella, in particolare del lato destro, al di sotto dei perduti pannelli con san Giuliano e san Nicola.
Le due scene sono indistricabilmente congiunte, anzi il pittore usò un unico punto di fuga come se le due abitazioni, aperte su una parete per mostrare l'interno, fossero dirimpetto su una medesima via. Queste due scene sono dipinte con una gamma cromatica simile ad anche le scene che raccontano, immerse in ambienti domestici dominati dal sonno, sono analoghe e degne del disegno di un grande maestro.
A sinistra si vede Giuliano l'Ospitaliere che compie il massacro dei genitori nel sonno ingannato dal demonio: nella stanza infatti ha già alzato la spada per decapitarli, credendo che fossero la moglie con l'amante. Nel vicolo attiguo egli, riconoscibile per la veste rossa, si duole del fatto con la moglie, coprendosi la faccia per la disperazione un gesto che ricorda l'Adamo nella Cacciata dei progenitori dal Paradiso Terrestre di Masaccio nella Cappella Brancacci.
La scena destra mostra invece san Nicola che, sempre vestito di rosso, si affaccia da una finestrella con grata nella casa di un pover'uomo con tre figlie, che dormono. Il santo fa loro il dono di tre palle d'oro, che permetterà ad esse di maritarsi: la prima a destra ha la palla sotto la mano, la seconda la troverà al risveglio accanto a sé sul gradino del letto, la terza, vestita di rosso e con un turbante, la sta per ricevere, poiché il santo l'ha in mano e sta per lanciarla.
La rigidità dello schema simmetrico delle due stanze è risolta ruotando leggermente in tralice la seconda, in modo da evitare ripetizioni.